# Ranitomeya virolinensis
Ranitomeya virolinensis är en groddjursart som först beskrevs av Pedro M. Ruiz-Carranza och Ramírez-Pinilla 1992.  Ranitomeya virolinensis ingår i släktet Ranitomeya och familjen pilgiftsgrodor. IUCN kategoriserar arten globalt som starkt hotad. Inga underarter finns listade i Catalogue of Life.